# Enicosanthum
Enicosanthum é um género botânico pertencente à família Annonaceae.